# 피닉스 (2014년 영화)
피닉스(영어: Phoenix)는 2014년 공개된 독일의 드라마 영화이다. 크리스티안 페촐트 감독이 연출했으며, 프랑스 작가 위베르 몽텔레의 1961년작 소설 《재의 귀환》(Le Retour des Cendres)을 바탕으로 했다. 니나 호스, 로날드 제르필드, 니나 쿤첸도르프가 출연한다.
2014년 9월 독일 극장에 개봉했다. 대한민국에는 감독의 전작 《트랜짓》 개봉 후인 2021년 7월 22일 극장에 개봉했다.

## 줄거리
2차 세계대전 종전 후, 홀로코스트 생존자이자 과거 카바레 가수였던 넬리는 총상으로 훼손된 얼굴을 복구하기 위해 베를린으로 돌아온다. 친구 레네는 성형외과 의사를 찾아 그녀의 얼굴을 재건하려 하지만, 넬리는 이전과 완전히 똑같은 모습으로 돌아가지 못해 실망한다. 가족을 모두 잃은 넬리는 상당한 유산을 상속받게 되고, 레네는 그녀에게 돈을 찾아 함께 팔레스타인으로 떠나 독립적인 유대 국가 건설에 참여하자고 제안한다.
레네는 넬리에게 그녀의 남편 조니가 나치에게 밀고했을 가능성을 경고하지만, 넬리는 그럴 리 없다고 믿으며 그를 찾아 나선다. 넬리는 조니가 '피닉스'라는 나이트클럽에서 일하는 것을 발견하고, 조니는 그녀를 알아보지 못하지만 죽은 아내 넬리와 놀랍도록 닮았다고 말한다. 그는 아내의 유산을 노리고 넬리에게 자신의 아내 행세를 해달라고 부탁한다. 넬리는 조니의 계획에 동참하며 '에스더'라는 가명으로 자신의 정체를 숨긴다. 넬리는 조니에게 아내에 대한 그의 감정과 체포 당시의 행동에 대해 질문하지만, 조니는 대부분의 질문을 회피하며 아내 역할을 완벽하게 연기하는 데만 집중시킨다. 조니는 넬리에게 곧 기차역에서 친구들과 함께 아내의 귀환을 연출할 계획이라고 말한다.
조니와 시간을 보내던 넬리는 레네와 함께 살던 아파트로 돌아오고, 집주인에게 레네가 자살했다는 소식을 듣는다. 레네는 넬리에게 남긴 유서에서 조니가 넬리 체포 하루 전에 이혼했다는 사실을 밝히며, 조니의 배신을 암시하는 이혼 판결문을 첨부한다. 넬리는 충격을 받지만, 이 사실을 숨긴 채 조니의 계획대로 기차역에서 친구들을 만난다. 친구 집에서 넬리는 피아노를 치는 조니의 반주에 맞춰 노래를 부르다 조니는 그녀의 목소리를 알아채고 수용소에서 새긴 문신을 발견한다. 조니는 죄책감에 사로잡히고 연주를 멈추지만, 넬리는 노래를 마치고 떠난다.

## 출연
- 니나 호스 - 넬리 렌츠 역
- 로날드 제르필드 - 요하네스 "조니" 렌츠 역
- 니나 쿤첸도르프 - 레네 빈터 역
- 미하엘 마르텐스 - 아르츠 역
- 이모겐 코게 - 엘리자베트 역
- 펠릭스 뢰머 - 가이거 역